# A Regina
 (juillet 2019).
Pour les articles homonymes, voir Regina (homonymie).
A Regina est un ferry ayant appartenu au groupe Corsica Ferries. Construit en Norvège entre 1965 et 1967 pour la compagnie suédoise Stena Line, il était à l'origine affecté aux lignes entre la Suède et l'Allemagne de l'Ouest sous le nom de Stena Germanica. Parfois affrété durant quelques mois par des armateurs algériens et irlandais, le navire assurera également des missions pour des compagnies pétrolières. Il naviguera pour le compte de Stena jusqu'en 1979. Vendu cette année-là au groupe Corsica Ferries, il prend le nom de A Regina et effectue l'été les liaisons entre l'Italie et la Corse et est utilisé l'hiver pour des mini-croisières en Méditerranée. Transféré au sein de la filiale Dominican Ferries en octobre 1984, il inaugure les lignes entre la République Dominicaine et Porto Rico. Sa carrière est cependant interrompue le 15 février 1985 lorsqu'il s'échoue au large de l'Isla Mona. Considérée comme une menace pour l'environnement, son épave est démolie sur place en 1989.

## Histoire

### Origines et construction
Lors d'une conférence de presse en novembre 1964, l'armateur suédois Sten A. Olsson, fondateur de la compagnie Stena Line, annonce son intention d'ouvrir une ligne entre la Suède et l'Allemagne. Les conditions sont particulièrement favorables, en effet, l’Allemagne de l’Ouest s'est presque totalement relevée depuis la fin de la Seconde Guerre mondiale et bénéficie d'une importante embellie économique, à l'instar de l'économie suédoise, ce qui a pour principal effet de doper les échanges entre les deux pays, favorisés par la mise en place des deux zones de libre-échange CEE et AELE. En conséquence, le trafic du fret roulant devient de plus en plus pondérant, de même que le tourisme. Ayant déjà passé commande de navires neufs pour ses lignes vers le Danemark, Olsson décide de faire de même pour sa future desserte. Deux car-ferries jumeaux sont alors commandés aux chantiers norvégiens Langesund Mekaniske Verksted. Ce type de navire, qui tend à se répandre à travers les mers du monde entier, permet le transport simultané de passagers et de véhicules.
Les plans tablent sur des navires de 110 mètres et d’une capacité de 1 300 passagers, 200 véhicules ou 15 camions. La puissance du moteur de 16 700 chevaux leur confèrerait une vitesse de 23,5 nœuds et la possibilité d'effectuer deux voyages par jour. Conçus par le cabinet d'architecture navale danois Knud E. Hansen, le plus réputé de l'époque, ces navires sont étudiés pour être les plus performants et les plus luxueux possibles. Les aménagements intérieurs, réalisés par Robert Tillberg, sont conçus pour offrir le maximum de confort malgré des dimensions relativement restreintes.
Le premier d'entre eux, baptisé Stena Germanica, est lancé le 7 février 1966 à Langesund puis est acheminé à Sandefjord où il est achevé aux chantiers Framnäs Mekaniske Verkstad. Durant ses essais en mer, le 12 février 1967, le navire talonne un haut-fond, ce qui endommage sévèrement la coque. Il reste ainsi au chantier quelques semaines de plus, retardant de ce fait sa livraison qui n'a lieu que le 15 avril.

### Service

#### Stena Line (1967-1979)
Après avoir été baptisé le 21 avril 1967, Stena Germanica entame son service commercial le 24 avril entre Göteborg et Kiel. Après l'été, il est également utilisé pour des traversées vers le Danemark.
En novembre, il est affrété par la Compagnie nationale algérienne de navigation (CNAN) qui le fait naviguer entre Alger et Marseille. Il est restitué à Stena Line le mois suivant et reprend ses traversées vers l'Allemagne le 12 décembre.
En février 1968, des travaux consistant à augmenter le nombre de couchettes à bord sont effectués, un bloc comprenant de nouvelles cabines est ajouté à l'arrière sur le pont 7.
À partir de 1972, la ligne habituelle du navire est prolongée jusqu'au Danemark avec une escale à Korsør, permettant de combiner la desserte des deux pays.
Au début des années 1970, le Stena Germanica est progressivement remplacé par des unités plus imposantes. Ainsi, Stena Line l'emploie à partir de juillet 1973 en mer Baltique entre Stockholm et Mariehamn. La ligne sera cependant abandonnée l'année suivante et le navire retournera entre Göteborg, Kiel et Frederikshavn à partir du mois d'avril avant d'être désarmé et utilisé comme navire de réserve à compter du 28 juin. Inutilisé durant l'année 1975, il sert toutefois comme hôtel flottant à Stavanger en Norvège durant l'automne.
Au cours de l'été 1976, il navigue de nouveau entre Alger et Marseille, cette fois-ci sous affrètement de l'Entreprise nationale de transport maritime de voyageurs (ENTMV) jusqu'au mois d'octobre. Il quitte ensuite l'Algérie pour rejoindre Göteborg le 23 décembre.
Désarmé jusqu'en 1978, le navire est affrété cette année-là par la compagnie publique irlandaise B&I Line qui le fait naviguer entre Cork et Swansea, au pays de Galles. L'affrètement est cependant rapidement stoppé en raison du contexte politique tendu qui amène à une baisse de fréquentation de la ligne.
En mai, le Stena Germanica est une nouvelle fois affrété, cette fois par la division exploration et production de la compagnie pétrolière Shell. Converti en navire d'expédition, son apparence est quelque peu modifiée avec l'ajout d'une plateforme d'atterrissage pour hélicoptère à l'arrière à la place des cabines rajoutées en 1968 qui sont supprimées. Il est alors utilisé pour acheminer les équipes chargées de l'extraction du pétrole en mer du Nord. En octobre, il est affrété par la compagnie pétrolière américaine Chevron qui l'utilise dans le même but, au même endroit.
Restitué à Stena en décembre, il est affecté une dernière fois entre Göteborg et Kiel avant d'être retiré du service en janvier 1979. Le mois suivant, il est vendu à la société Armatur SA, filiale de la compagnie bastiaise Corsica Ferries.

#### Corsica Ferries (1979-1985)
Livré à son nouveau propriétaire, le Stena Germanica, en provenance directe de Göteborg, réalise une courte escale à Bastia en Corse, où se trouve le siège de Corsica Ferries, le 16 février 1979. Présenté au public, il prend ensuite la direction de l'Italie afin d'être réaménagé avant la saison estivale.
L'acquisition de ce navire est une première pour la compagnie puisqu'il est le premier de la flotte à dépasser les 100 mètres de longueur. Sa forte capacité d'emport et la qualité de ses installations permet ainsi à Corsica Ferries de proposer un standing et un nombre de places bien plus élevés, dans un contexte où le trafic passager entre l'Italie et la Corse ne cesse d'augmenter chaque année. L'arrivée de ce navire pourra également permettre de développer des produits complémentaires tels que des mini-croisières en basse saison.
Transformé à Livourne, le navire est rebaptisé A Regina, signifiant « la reine » en langue corse. Sa coque est repeinte en jaune, principale couleur de l'armateur.
Une fois les transformations achevées au mois d'avril, la compagnie bastiaise organise à bord de son nouveau fleuron une croisière inaugurale afin d'en faire la promotion. Des tours opérateurs français et allemands sont conviés à bord. A Regina appareille de San Remo et sillonne la Méditerranée, faisant notamment escale à Ajaccio, Tunis, Malte, Taormine, Capri et Bastia.
Le navire débute par la suite ses rotations estivales entre Gênes et la Corse. Son renfort se révèlera bénéfique et permettra à la compagnie d'absorber une plus grande partie du flux des voyageurs transitant depuis l'Italie. La demande étant toutefois moins forte en basse saison, A Regina remplira de temps à autre différents rôles tels que l'utilisation en tant que casino flottant à Bastia.
En 1984, le groupe Corsica Ferries décide de diversifier ses activités. L'ouverture d'une ligne à succès vers la Sardaigne en 1982 encourage en effet l'armateur à s'installer sur d'autres marchés. Supplanté depuis par des navires plus imposants, A Regina est choisi pour intégrer la nouvelle filiale du groupe, Dominican Ferries, créée pour l'exploitation d'une ligne entre la République Dominicaine et Porto Rico.
Après avoir rejoint les Caraïbes, le navire est affecté à partir du 21 octobre entre San Pedro de Macorís et Mayagüez.

### Accident
Le 15 février 1985, alors qu'il réalise une traversée nocturne entre Mayagüez et San Pedro de Macorís, A Regina s'échoue aux alentours de 1h20 sur un récif au sud de l'Isla Mona dans une zone naturelle protégée inhabitée. À 1h40, le commandant italien Ascenzio Bessone contacte la garde côtière américaine et lui décrit la situation du navire. En raison de l'absence de danger immédiat, la décision est prise d'attendre le lever du jour pour débuter l'évacuation des 143 passagers et des 72 membres d'équipage. Dès l'aube, un hélicoptère décolle de la station des gardes-côtes d'Aguadilla et se rend sur les lieux de l'accident. Les passagers sont alors hélitreuillés ou évacués à l'aide des embarcations de sauvetage du navire vers l'Isla Mona. Aucune personne n'a été blessée dans l'incident.
À 10h30, la frégate USS Joseph Hewes arrive sur les lieux mais ne peut utiliser ses embarcations annexes pour embarquer les rescapés en raison des conditions météorologiques tendant à se dégrader. Les hélicoptères acheminent alors vers l'île des vivres.
L'évacuation des rescapés de l'Isla Mona est retardée en raison de problèmes de communication entre les agences gouvernementales fédérales et locales. Vers la fin de l'après-midi, les enfants, les femmes enceintes et les personnes nécessitant des soins particuliers sont évacuées une par une par hélitreuillage. Le nombre limité d'appareils ralentiront cependant considérablement les opérations. La nuit tombée, seule la moitié des rescapés a pu quitter l'île et rejoindre Mayaguëz. L'évacuation de nuit étant considérée comme risquée, les opérations sont suspendues et des couvertures sont acheminées par hélicoptère pour les personnes n'ayant d'autres choix que de passer la nuit sur place,. À l'aube du samedi 16 février, des hélicoptères de la Garde nationale aérienne de Porto Rico, de l'armée des États-Unis, des garde-côtes américains et de l'Aviation dominicaine évacuent les passagers et les membres de l'équipage restants. Le dernier groupe de rescapés arrive à Mayagüez à 13h15, près de 36 heures après l'échouement de A Regina.
Après plusieurs tentatives de récupération, toutes vaines, A Regina ainsi que les 31 véhicules se trouvant à bord sont déclarés en perte totale. Afin de maintenir la ligne, dont les résultats sont, à l'époque, corrects, le groupe Corsica Ferries transfère immédiatement le Corsica Viva au sein de Dominican Ferries. Il naviguera pour la filiale jusqu'à la fermeture de la ligne en 1988.
En 1986, le NTSB publie les conclusions de son enquête. La responsabilité de l'accident est rejetée sur le commandant Bessone qui n'a pas assez surveillé la trajectoire du navire alors que celui-ci était en train de dévier de sa route habituelle,. Cette même année, des mesures ont également été prises afin d'améliorer la coordination des opérations de sauvetage qui avait posé problème au moment de l'incident.
Située à la position 18° 03,2′ N, 67° 53,02′ O, l'épave du navire commencera à progressivement s'enfoncer sur son flanc bâbord et à lentement se disloquer, provoquant le déversement d'hydrocarbures et d'autres matières nocives pour l'environnement. En 1988, alerté par des associations écologistes sur les dangers que représente l'épave pour les espèces vivant dans la réserve naturelle,,, le Congrès des États-Unis se prononce en faveur du démantèlement du navire. Les opérations, assurées par la société Titan Maritime Industries, débutent en 1989. Une barge amovible où sont installées les grues est construite à proximité de l'épave qui est démolie et recyclée en quelques mois,.

## Aménagements
A Regina possédait 8 ponts. Les installations des passagers étaient principalement situées sur les pont 5 et 6 tandis que les locaux de l'équipage occupaient majoritairement le pont 7. Les ponts 2 et 3 abritaient quant à eux les garages.

### Locaux communs
Le navire était équipé d'une cafétéria, d'un bar, d'un restaurant d'un salon et d'une galerie marchande. Un solarium abrité du vent était aussi présent sur le pont 8.

### Cabines
Le car-ferry proposait 384 places en couchettes réparties dans une centaine de cabines confortables situées sur les ponts 2, 3, 4 et 6. Des cabines étaient également présentes sur le pont 7 à partir de 1968 mais ont été supprimées lors d'une refonte en 1978.

## Caractéristiques
A Regina mesurait 110,80 mètres de longueur pour 18 mètres de largeur, son tonnage était de 5 195 UMS. Le navire avait une capacité de 1 300 passagers et était pourvu d'un garage pouvant contenir 220 véhicules répartis sur deux ponts, le garage était accessible par deux portes rampes principales, une à la proue et une à la poupe ainsi qu'une troisième située à la poupe du côté bâbord. La propulsion était assurée par deux moteurs diesel MAN 16 cylindres développant une capacité de 12 710 kW faisant filer le navire à une vitesse de 23,5 nœuds. Le navire disposait de quatre embarcations de sauvetage ouvertes de taille moyenne et deux de taille plus petite.

## Lignes desservies
Au début de sa carrière, le Stena Germanica naviguait pour le compte de Stena Line entre la Suède, l'Allemagne de l'Ouest et parfois le Danemark sur les lignes Göteborg - Kiel et Göteborg - Frederikshavn. En automne 1967, il assure des traversées entre l'Algérie et la France sur la ligne Alger - Marseille dans le cadre d'un affrètement par la Compagnie nationale algérienne de navigation. En 1972, la ligne de Kiel est étendue à la ville danoise de Korsør. Durant l'été 1973, Stena Line expérimente à l'aide du navire une ligne entre Stockholm et Mariehamn, capitale des îles Åland, mais la ligne sera interrompue à la fin de la saison. Durant l'été 1976, il est de nouveau affrété sur la ligne Alger - Marseille. En 1978, il dessert temporairement le Royaume-Uni au départ de l'Irlande sur la ligne Cork - Swansea. Avant de quitter la flotte de Stena Line, il assurera pendant quelques semaines la ligne Göteborg - Kiel de décembre 1978 à janvier 1979.
Pour le compte du groupe Corsica Ferries, A Regina naviguait chaque été entre l'Italie et la Corse depuis Gênes (puis Savone à partir de 1982) vers Bastia, Calvi et L'Île-Rousse. Il effectuait parfois des mini-croisières en Méditerranée en basse saison. À partir d'octobre 1984, il est affecté aux lignes de la filiale Dominican Ferries entre la République dominicaine et Porto Rico et relie jusqu'en février 1985 les ports de San Pedro de Macorís et Mayagüez.